# Léon Pagès
Pour les articles homonymes, voir Pagès.
Léon Pagès est un homme politique français né le 18 mars 1810 à Caylus (Tarn-et-Garonne) et décédé le 20 février 1887 à Montauban (Tarn-et-Garonne).

## Biographie
Avocat, conseiller municipal de Saint-Antonin-Noble-Val en 1836, maire en 1863, conseiller général et président du conseil général en 1871. Il est député de Tarn-et-Garonne de 1876 à 1877 et de 1881 à 1885, battant le bonapartiste Joseph Lachaud de Loqueyssie. Il siège au groupe de la Gauche républicaine. Il s'abstient cependant en mai 1877 lors du vote de confiance au ministère de Broglie.

## Sources
- « Léon Pagès », dans Adolphe Robert et Gaston Cougny, Dictionnaire des parlementaires français, Edgar Bourloton, 1889-1891 [détail de l’édition]
- « Léon Pagès », dans le Dictionnaire des parlementaires français (1889-1940), sous la direction de Jean Jolly, PUF, 1960 [détail de l’édition]